# Granado Espada
Granado Espada (Coreano: 그라나도 에스파다, abreviado por GE ou Granado) é um MMORPG criado pelo Coreano Hakkyu Kim pela IMC Games, e publicado pela HanbitSoft no início de 2006.
Se passa em um mundo fictício que reflete a Era dos Descobrimentos, com os colonizadores Europeus procurando pelo Novo Mundo.
Em Dezembro de 2006, Granado Espada recebeu o prêmio coreano de melhor jogo eletrônico do ano.
Em sua matriz Coreana, e em outros servidores Asiáticos, Granado Espada é gratuito para se jogar (free-to-play), com opção de compra de itens por dinheiro real. Nos servidores em inglês do jogo (tanto o de Singapura, quanto o Norte-americano/Europeu), além do Item mall, utiliza-se do sistema de mensalidades. 
Nos servidores ocidentais, distribuídos pela K2 Network, o jogo foi rebatizado como Sword of the New World(Sword 2) - Granado Espada, e apresenta certas diferenciações em relação aos servidores asiáticos.

## Recursos do Jogo

### Multiple Character Control
Granado Espada se distingue da maioria dos MMORPGs modernos por seu sistema de Multiple Character Control (MCC). Ao invés de controlar apenas um personagem, um jogador pode controlar uma party de até três personagens ao mesmo tempo. Essa combinação de 3 personagens é chamada de Team. Granado Espada possui um sistema único de TvT (Team vs Team) que possibilita mais estratégias do quem um sistema comum PvP (Player vs Player).

### Barrack Mode
Você pode criar até 36 personagens. Combinado com o sistema MCC, esses personagens irão pertencer a sua família. Por exemplo, se o nome da sua família é "da Silva", todos os seus personagens terão o sobrenome "da Silva".

### Factions
Sua família pode juntar-se a uma faction (Facção) ou a uma guild, Quando você se juntar a uma faction, não só sua party ou seu team, mas como toda a sua família fará parte. Ainda pode-se participar das factions wars onde uma família inteira pode juntar-se aos Royalists ou os Republicans na guerra. sua factions também podem guerriar com outras factions, no FvF. Factions podem ocupar mapas pelo Colony manager.

### Sistema de companheiro
Fora os personagens que você criou, você também pode recrutar NPCs à sua party. os NPCs que você encontra durante a sua aventura variam em habilidades, forma e outras características diferentes.

### Sistema de Comportamento (Stance)
Significa comportamento e ação para cada tipo diferente de arma. Por exemplo, você pode escolher para atirar com um rifle rapidamente mas sem precisão, ou com disparos lentos porém precisos. O sistema de Stances irá variar para cada tipo de arma e possibilita ao jogador várias escolhas estratégicas para cada situação de combate.

### Áreas e Dungeons
As dungeons de Granado Espada ficam localizadas entre cidades e geralmente são compostas por três níveis de monstros sucessivamente mais difíceis. Para chegar a uma nova cidade o jogador deve completar uma série de quests envolvendo pegar itens de determinado nível da dungeon ou chegando ao fim de uma dungeon. No caminho o jogador irá encontrar vários Waypoints ou locais para "salvar" que podem teleportar por um preço e salvá-lo para poder voltar e continuar a jornada adiante. No final de cada nível de dungeon termina em uma Sala de Missão, ou uma sala em que o "monstro chefe" pode ser desafiado por equipes de jogadores.
Quests são partes fundamentais de Granado Espada, tanto que um jogador só poderá controlar um segundo ou terceiro personagem após completar uma série de quests. 
Quando o Estatus de Cavaveleiro for conseguido através de uma quest, o jogador pode desbloquear e acessar outra dificuldade de level da dungeons na qual já passou. Quests renumeram porções de "Vis" (dinheiro do jogo) a Family Points (usados para expandir Barracks e criar personagens) e cartas de RNPCs.

## Personagens
O jogador pode começar com qualquer uma das classes convencionais: Fighter (Lutador), Wizard (Mago), Scout (Batedor), Musketeer (Mosqueteiro) ou Elementalist (Elementalista).
- Fighter - A classe melee (combate corpo a corpo) de Granado Espada, o Fighter Possui mais Stances do que qualquer outra classe e pode usar uma série de armas. Frequentemente usado por jogadores como o "tank". O fighter pode variar as suas stances usando diferentes tipos de armas brancas, por exemplo: uma espada em uma mão e  uma adaga em outra, ou duas adagas ou duas espadas, assim podendo variar o tipo de ataque para cada tipo específico de situação.

- Wizard - Uma classe usuária de magias com uma grande variadade de habilidades, incluindo levitação como magia ofensiva, com dano de áreas nos níveis mais altos. O wizard usa magias de áreas importantemente efetivas, algumas causando alto dano, e outras fazendo até mesmo seus inimigos dormirem.

- Musketeer - Uma classe que utiliza  rifles, mosquetes e pistolas. Corre lentamente, mas possui um alto dano a um alvo único e possui ataques de área limitados. O musketeer é uma das classes mais usadas no SOTNW por ter um dano imenso com o uso de suas armas, onde podem ser usados vários tipos de stance, como as quando se usa pistolas, ou grandes rifles.

- Scout - Uma classe de cura que também pode "buffar" outros membros da party e ressuscitar personagens mortos com poções. O scout, quando não equipado com adagas nas mãos, ativa o auto-heal (cura automática) onde ele cura os membros de sua party automaticamente sempre que for necessário, também possui stances que o fazem aumentar o HP máximo, o dano, e a velocidade de ataque e de movimento, o scout de auto-heal é as vezes essencial quando se procura fazer uma boa party, apesar de enquanto estiver desequipado, não ter como se defender, a não ser ficar curando-se. O scout também pode equipar adagas e se defender como um melee, mas assim desativando o auto-heal e tornando o heal lerdo e as vezes ineficiente.

- Warlock (ou Elementalist) - Extremamente poderosos, mas possuem movimentos lentos. Especializados em danos de Área. O elementalist possui stances de vários elementos (fire, ice, wind e lightning) necessitando equipar, por exemplo: um bracelet of fire para usar a stance de fire e assim respectivamente. Caso você queira usar todas as stances simultâneamente você só precisa desequipá-lo, e assim mudando quando for necessário. Uma das grandes vantagens dos elementalists é que em algumas magias de área não necessita o uso de itens, como as magias de área do wizard, economizando dinheiro.

- RNPCs (Recruitable Non-Player Characters) - Há uma variedade de NPCs que se obtém ao decorrer do jogo, que utilizam todos os tipos de armas, incluindo canhões e Shotguns, ou habilidades acima de classes básicas.

## Músicas
Muitas das músicas de Granado Espada são compostas por SoundTeMP, DJ Tiesto, Kubota Osamu, entre outros compositores.